# Comuna Ustea, Camenița
Ustea (în ucraineană Устя) este o comună în raionul Camenița, regiunea Hmelnîțkîi, Ucraina, formată din satele Bahovîțea, Mala Slobidka, Șutnivți, Tarasivka, Țviklivți Druhi, Ustea (reședința) și Velîka Slobidka.

## Demografie
Componența lingvistică a comunei Ustea
     Ucraineană (99,23%)
     Alte limbi (0,67%)
Conform recensământului din 2001, majoritatea populației comunei Ustea era vorbitoare de ucraineană (99,23%), existând în minoritate și vorbitori de alte limbi.